# Mak P
Il Mak Π 100 o, più semplicemente, Mak P è una cerimonia organizzata in Italia in ambito militare cento giorni prima della fine dell’ultimo anno da allievo.

## Storia
L’origine della tradizione nacque nell'Accademia militare di Torino. Nel 1839 un decreto regio riduceva la durata dei corsi per ottenere la nomina a sottotenente e, narra la leggenda, nell'apprendere tale disposizione un allievo, Emanuele Balbo Bertone di Sambuy, esclamò in piemontese: «Mach pi tre ani!», letteralmente «Solo più tre anni!» (ossia che restano ancora soltanto tre anni).
L'espressione conquistò immediata popolarità; gli anni furono poi convertiti in giorni, divenne «mach pì cènt» (solamente cento), e gli allievi presero l'abitudine di fare il conto a scalare. Mak P divenne così l'espressione tipica, ripetuta di anno in anno, all'avvicinarsi della conclusione del corso di formazione degli ufficiali.
Nel 1891 l'usanza si diramò da Torino a Modena e poi nel resto delle scuole militari, trasformandosi da semplice ricorrenza goliardica in una vera e propria ricorrenza istituzionale conosciuta in tutto il mondo.

## Svolgimento
Nelle Accademie e nelle scuole militari
Oggi è una tradizione diffusa pressoché in tutto il Paese, spesso associata al ballo delle debuttanti. L’evento principale nelle accademie è il "Passaggio della Stecca" (un attrezzo di legno anticamente utilizzato per lucidare i bottoni dell'uniforme senza sporcarla) tra il capocorso degli "anziani" e il capocorso dei "cappelloni", gli studenti del primo anno.
Negli istituti scolastici
Dal Mak P deriva inoltre un tipo di rito più recente, sempre a cento giorni dalla fine dell'ultimo anno del corso di studi e dall'inizio dell'Esame di Stato, che prevede festeggiamenti dell'intera classe diplomanda, ma il tipo di cerimonia varia considerevolmente nelle diverse parti d'Italia. In alcuni casi consiste in una serata di gala a cui partecipano gli alunni dell'ultimo anno delle superiori con i relativi accompagnatori, organizzata nella palestra dell'istituto di appartenenza, nell'aula magna o in un locale appositamente prenotato per l'occasione (sala da ballo, albergo, discoteca ecc.).
Talvolta, durante la manifestazione, gli studenti mettono in scena caricature dei propri insegnanti o del personale scolastico in stile cabarettistico e con spirito goliardico e rievocano i momenti significativi e divertenti che la classe ha vissuto durante il quinquennio scolastico: il Mak P costituisce l'ultimo “saluto” prima dell'impegno dell'esame e del conseguimento del diploma.